# Sulzbach an der Donau
Sulzbach an der Donau ist ein Gemeindeteil des Marktes Donaustauf im Landkreis Regensburg. 

## Lage
Das Kirchdorf liegt zwischen dem Scheuchenberg, dem Dachsberg und der Donau, ca. 15 km von Regensburg und 2 km von Donaustauf entfernt. Die Walhalla liegt nur etwa einen Kilometer entfernt. Bei Sulzbach mündet der Otterbach, der das Dorf durchfließt, in die Donau.

## Geschichte
Gräberfunde im Gebiet von Sulzbach an der Donau lassen darauf schließen, dass eine Besiedlung im 7. Jahrhundert n. Chr. bereits vorhanden war. Eine erste gesicherte Bestätigung des Ortes ist von 914: König Konrad I. schenkt dem Regensburger Kloster Sankt Emmeram den Forst bei Sulzbach. Eine lange Zeit irrtümlich angenommen erste schriftliche Erwähnung im Jahre 777 lässt sich nicht belegen. Trotzdem ziert den Volksaltar der Kirche die Gravur „777–1977“.
Auf einem 1522 entstandenen Landschaftsbild von Albrecht Altdorfer ist die Sulzbacher Kirche St. Martin mit dem Scheuchenberg dargestellt. Dies ist die erste bildliche Darstellung des Ortes. Diese Wehrkirche aus dem Mittelalter ist mit Schießscharten ausgestattet. Die Kirche ist ein frühgotischer Saalbau mit abgewalmtem Satteldach und verschindeltem Dachreiter mit Zwiebelhaube, der später barockisiert wurde. In den 1980er Jahren wurde der Friedhof, der sich einst um diese Kirche befand, aufgelöst und an den Ortsrand von Sulzbach verlegt.
Siehe auch Liste der Baudenkmäler in Sulzbach an der Donau.
1903 wurde die Strecke der Walhallabahn bis nach Wörth an der Donau verlängert und führte somit an Sulzbach vorbei. Der Ort erhielt einen Bahnhof, der nicht nur für den Personenverkehr genutzt wurde, sondern auch Holzumschlagsplatz war. Für den Abtransport des ab ca. 1916 im Sulzbacher Revier abgebauten Flussspates wurde ab 1928 in der Nähe des Bahnhofs eine Mahl- und Verladeanlage errichtet. Der Flussspatabbau, der 1927 mit über 11.000 t einen Höchststand erreichte, wurde 1991 wegen weitgehender Erschöpfung der Lagerstätten wieder eingestellt.

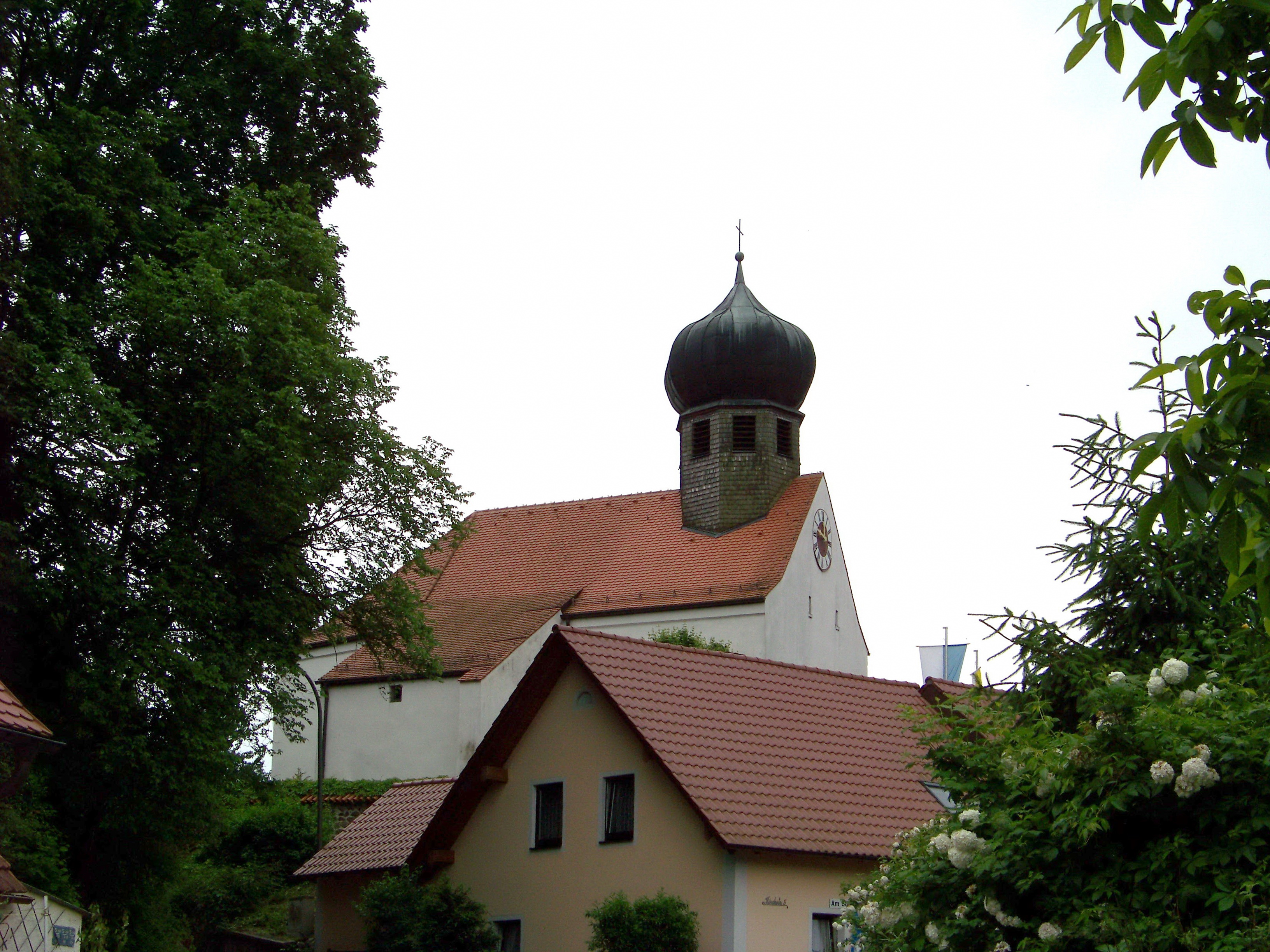
Wehrkirche St. Martin

Am 1. Mai 1978 wurde die bis dahin selbstständige Gemeinde Sulzbach an der Donau in den Markt Donaustauf eingegliedert.

## Wappen
Da Sulzbach über kein eigenes Wappen verfügt, trägt z. B. der Sportverein die Farben blau und rot in seinem Wappen. Dies ist zurückzuführen auf Besitzungen des Fürstenhauses Thurn und Taxis am Ortsrand. Die fürstlichen Farben wurden daher teilweise übernommen.

## Rechtlicher Status
Heute ist Sulzbach nur noch ein Gemeindeteil. Der ehemaligen Eigenständigkeit wird noch bei Vereinsnamen wie dem Krieger- und Reservistenverein Donaustauf-Sulzbach oder der CSU Donaustauf-Sulzbach Rechnung getragen.